# Viçidol
Viçidol – wieś położona w północnej części Albanii w gminie Tropojë.

## Demografia
Według spisu ludności z 1989 roku we wsi Viçidol mieszkało 659 mieszkańców.